# Djurgården Hockey
Djurgårdens IF Ishockeyförening, Djurgården Hockey, er en ishockeyforening fra Stockholm, Sverige. Moderklubben Djurgårdens IF Fotbollförening blev stiftet i 1891 mens ishockey kom på programmet i 1922. Klubben er en af de mest fremgangsrige klubber i svensk ishockey gennem tiderne med i alt 16 svenske mesterskaber, senest i 2001. Klubben spiller sine hjemmekampe på Johanneshovs isstadion, også kaldet Hovet, der har plads til 8000 tilskuere og i Avicii Arena der har plads til 14119 tilskuere. Det er planen at man fremover vil spille alle sine kampe på Hovet, idet man mener at Globen er for stor.
Klubben havde sin absolutte storhedstid fra sidst i 1950'erne til begyndelsen af 1960'erne hvor det fra 1958-1963 lykkedes at blive svenske mestre 6 år i træk.

## Svenske mesterskaber
- 1926
- 1950
- 1954
- 1955
- 1958
- 1959
- 1960
- 1961
- 1962
- 1963
- 1983
- 1989
- 1990
- 1991
- 2000
- 2001

## 'Fredede' numre
- Nr 2 – Roland Stoltz
- Nr 5 – Sven Tumba
- Nr 11 – Jens Öhling
- Nr 12 – Lasse Björn
- Nr 22 – Håkan Södergren
- Nr 27 – Thomas Eriksson

### Øvrige kendte spillere
- Charles Berglund
- Kent Nilsson
- Mats Sundin
- Espen Knutsen